# Бойко, Александр Леонидович
Александр Леонидович Бойко (укр. Олександр Леонідович Бойко; род. 1965, Одесса, УССР) — украинский предприниматель, основатель и владелец крупнейшей строительной компании Украины «Автомагистраль-Юг». Его деятельность неоднократно становилась объектом журналистских расследований, связанных с коррупционными схемами, картельными сговорами, рейдерскими захватами и злоупотреблением бюджетными средствами. Упоминается в контексте утечки данных Panama Papers. Имеет тесные связи с Юрием Голиком, координатором «Большого строительства». Также его связывают с бывшим тестем российского олигарха Романа Абрамовича.

## Биография
Родился в 1965 году в Одессе. Окончил Одесский государственный аграрный университет.
Первые доходы начал получать в начале 1990-х годов, занимаясь грузоперевозками и строительством. В 1996 году основал акционерное общество закрытого типа «Астория», которое в настоящее время ликвидировано.
К концу 2000-х годов бизнес-структуры Бойко сосредоточились на дорожных работах.
В 2005 году основал компанию «Дорожник-97», а в следующем году — «Автомагистраль-Юг». Группа Бойко смогла значительно расширить свой бизнес благодаря крупному проекту по строительству инфраструктуры к Евро-2012. По состоянию на 2021 год, компании входили в топ-100 крупнейших частных компаний Украины.
Во времена президентства Владимира Зеленского компания «Автомагистраль-Юг» стала ведущим частным подрядчиком государственной программы «Большое строительство».
В марте 2021 года Антимонопольный комитет Украины разрешил Бойко сосредоточить более 50 % акций компании «Автомагистраль-Юг».
Компания Александра Бойко «Автомагистраль-Юг» реализует около 22,5 % общеукраинского объёма строительных проектов, что делает её одной из системообразующих компаний в сфере дорожного строительства Украины. По состоянию на 2025 год «Автомагистраль-Юг» является крупнейшей строительной компанией Украины.

### Политическая деятельность
Согласно данным движения «Честно», в 2006 году Александр Бойко баллотировался в Верховную раду V созыва от избирательного блока политических партий «ЗА СОЮЗ», но не был избран.

### Связи с Юрием Голиком
Александр Бойко тесно связан с Юрием Голиком, координатором программы «Большое строительство» и бывшим советником председателя Днепропетровской областной государственной администрации. По информации издания Forbes, за координацию действий ООО «Автомагистраль-Юг» в качестве подрядчика с органами власти отвечал Юрий Голик. Предположительно, он познакомился с Александром Бойко ещё в 2015 году, когда работал советником главы Днепропетровской ОГА Валентина Резниченко. По словам Голика, «Автомагистраль-Юг» — якобы «одна из немногих дорожных компаний, которая старается строить качественно». Согласно расследованиям, Голик оказывал влияние на распределение государственных подрядов в рамках программы, что могло способствовать получению «Автомагистраль-Юг» крупных контрактов без достаточной конкуренции. Журналисты отмечают, что Голик дал «зелёный свет» для «Автомагистраль-Юг» в Днепропетровской области, обеспечив компании привилегированное положение при получении государственных заказов.

## Критика и расследования
Деятельность Александра Бойко и его компаний неоднократно становилась объектом журналистских расследований. В частности, в апреле 2021 года журналисты программы «Схемы: коррупция в деталях» зафиксировали Бойко в киевском ресторане «Адриатик» во время локдауна, в компании председателя Комитета Верховной Рады по вопросам бюджета, представителя провластной фракции «Слуга народа» Юрия Аристова, что вызвало подозрения в возможном лоббировании интересов компании «Автомагистраль-Юг».
По данным «Наших грошей», «Автомагистраль-Юг» является одним из лидеров так называемого «дорожного картеля», в который также входят компании «Ростдорстрой», «Онур конструкцион интернешнл», «Техно строй центр» и «Дорожное строительство „Альтком“». Вместе эти компании контролируют около 65-80 % рынка строительства автодорог и связанных с этим инфраструктурных объектов. В денежном выражении — это десятки миллиардов гривен в год.
В 2020 году журналисты выяснили, что «Автомагистраль-Юг» и другие компании, объединённые в Национальную ассоциацию дорожников Украины (НАДУ), выиграли более 75 % тендеров, объявленных «Укравтодором» по новым правилам. Эти правила были пролоббированы руководителем «Укравтодора» Александром Кубраковым и его бывшим советником Юрием Голиком.
В сентябре 2022 года компанию «Автомагистраль-Юг» обвинили в попытке рейдерского захвата строительного объекта в Гостомеле Киевской области. Компания без каких-либо разрешительных документов начала строительные работы на земельном участке, который находился в пользовании другого предприятия — ООО «Витрувия». Эти работы выполнялись якобы в интересах местной администрации Гостомеля для размещения модульного городка.
В 2024 году правоохранители расследовали около 30 уголовных дел, связанных с возможными хищениями средств, предназначенных для строительства фортификационных сооружений. Общая сумма ущерба составила 20,1 миллиарда гривен. Компания «Автомагистраль-Юг» фигурировала среди подрядчиков, которые получали средства на эти работы.

### Связи с тестем Романа Абрамовича
По сообщениям СМИ, Александр Бойко связан бизнес-интересами с Александром Жуковым — бывшим тестем российского олигарха Романа Абрамовича. Жукова называют теневым «куратором» мэра Одессы Геннадия Труханова, а также реальным контролером компании «Автомагистраль-Юг», которой владеет Бойко.

### Скандал вокруг строительства водопровода для Кривого Рога
В 2025 году компания Александра Бойко «Автомагистраль-Юг» оказалась в центре скандала, связанного со строительством магистрального водопровода «Ингулец — Южное водохранилище» для водоснабжения Кривого Рога. Контракт был заключён без проведения открытого тендера. Общая стоимость проекта составила около 7,7 млрд гривен, из которых, по данным журналистского расследования «РБК-Украина», свыше 3 млрд гривен могли быть переплатами из-за избыточных технических решений, завышенных затрат на строительство и логистику. В частности, эксперты указывали на строительство лишней насосной станции, избыточное количество трубопроводов и неэффективную организацию поставок материалов. В СМИ также отмечалось, что проект курировался Юрием Голиком — бывшим советником председателя Днепропетровской ОГА и одним из координаторов программы «Большое строительство». Национальная полиция Украины открыла уголовное производство по фактам возможных злоупотреблений и отмывания средств.